# Silvestre de Maria Santíssima
Silvestre de Maria Santíssima O.F.M. (Minde, 24 de abril de 1745 - Ilha de São Nicolau, 22 de novembro de 1813 ) foi um frei franciscano e prelado português da Igreja Católica, que serviu como bispo de Santiago de Cabo Verde.

## Biografia
Nascido em Minde, uma povoação de interesse por conta do seu comércio e indústria, D. Fr. Silvestre foi ordenado por seu pai ao Hospício de Sant'Ana, hospício esse que, de forma ulterior, viria a sofrer um "pavoroso incêndio" que levou à sua extinção (e posterior aquisição por António Carreira Chavinha). Neste convento, dentre um grupo de três irmãos, foi o que mais se destacou, sendo levado para outra instituição religiosa - o Convento da Arrábida. As suas virtudes ficaram de tal modo conhecidas que D. Maria I ordenou que este fosse nomeado Bispo da Diocese de Santiago na Província Ultramarina de Cabo Verde. O processo correu com tanta rapidez que em 1803 já tinha tomado posse oficial do cargo religioso.  Habitou sempre na Ilha de São Nicolau, onde jaz.

## Igreja Matriz de São Roque
Em 1806, D. Frei Silvestre de Maria Santíssima construiu a Igreja Matriz de São Roque em Rabil, que é a mais antiga construção sacra da ilha da Boavista.